# Anahita maolan
Anahita maolan là một loài nhện trong họ Ctenidae.
Loài này thuộc chi Anahita. Anahita maolan được miêu tả năm 1999 bởi Zhu, Jun Chen & Da-xiang Song.